# 555 (Telefonnummer)
Mit 555 beginnen im nordamerikanischen Nummerierungsplan (NANP) Telefonnummern für verschiedene Zwecke. Hierbei handelt es sich nicht um eine Vorwahl. Im NANP sind alle Telefonnummern zehnstellig. Die Nummer 555-0100 in New York (Vorwahl u. a. 212) wäre also per Anwahl von 212-555-0100 erreichbar.

## 555 als fiktive Telefonnummer
In den 1970er-Jahren empfahlen US-amerikanische Telekommunikationsanbieter Produzenten von Spielfilmen und Fernsehserien, nicht zugeteilte Telefonnummern beginnend mit 555 für fiktionale Zwecke zu verwenden. Der Hauptgrund für die Verwendung fiktionaler Rufnummern sind mögliche Konflikte mit real existierenden Nummern. So führte beispielsweise 1981 das Lied 867-5309 (Jenny) von Tommy Tutone zu Anrufen beim Inhaber dieser Nummer, der stets nach Jenny gefragt wurde. Jedoch kann auch eine vermeintlich fiktionale 555-Nummer zu einem Problem führen, so wie es 2001 bei Verwendung der Nummer 555-1332 geschah: als ein Rundfunkbeitrag aus den USA in Australien gesendet wurde, riefen Hörer dort diese Nummer an. Der Inhaber strengte einen Prozess an und verlor.
Heute sind nicht mehr alle Rufnummern beginnend mit 555 fiktional, sondern nur noch der Bereich von 555-0100 bis 555-0199.

## 555 als reale Telefonnummer

### NANP-Raum
Seit 1994 können Firmen 555-Nummern außerhalb des 01xx-Bereichs als landesweite Telefonnummern beantragen. Diese Rufnummern sind dann aus allen Vorwahlbereichen erreichbar und können zu unterschiedlichen Zielen weitergeleitet werden. Unter 555-1212 ist die örtliche Auskunft erreichbar.

### Andere Länder
In Deutschland gibt es keine Strukturierung der Teilnehmerrufnummern in Präfix und Suffix (ppp-ssss) wie im NANP. Innerhalb eines Ortsbereichs können die Rufnummern zwei- bis neunstellig sein; das heißt, es gibt sogar Orte, in denen die Anschlussnummer 555 als vollständige Nummer vorkommt. Telefonnummern mit 555 am Anfang kommen in Österreich und Deutschland in vielen Vorwahlbereichen vor, dies hat keinerlei inhaltliche Bedeutung. Es ist schon einige Male vorgekommen, dass Nummern aus Filmen sich mit diesen überschnitten. Die deutsche Bundesnetzagentur hat am 14. April 2021 eine Liste von reservierten Nummern, die in Medienproduktionen verwendet werden können, veröffentlicht.